# Hermann Noack

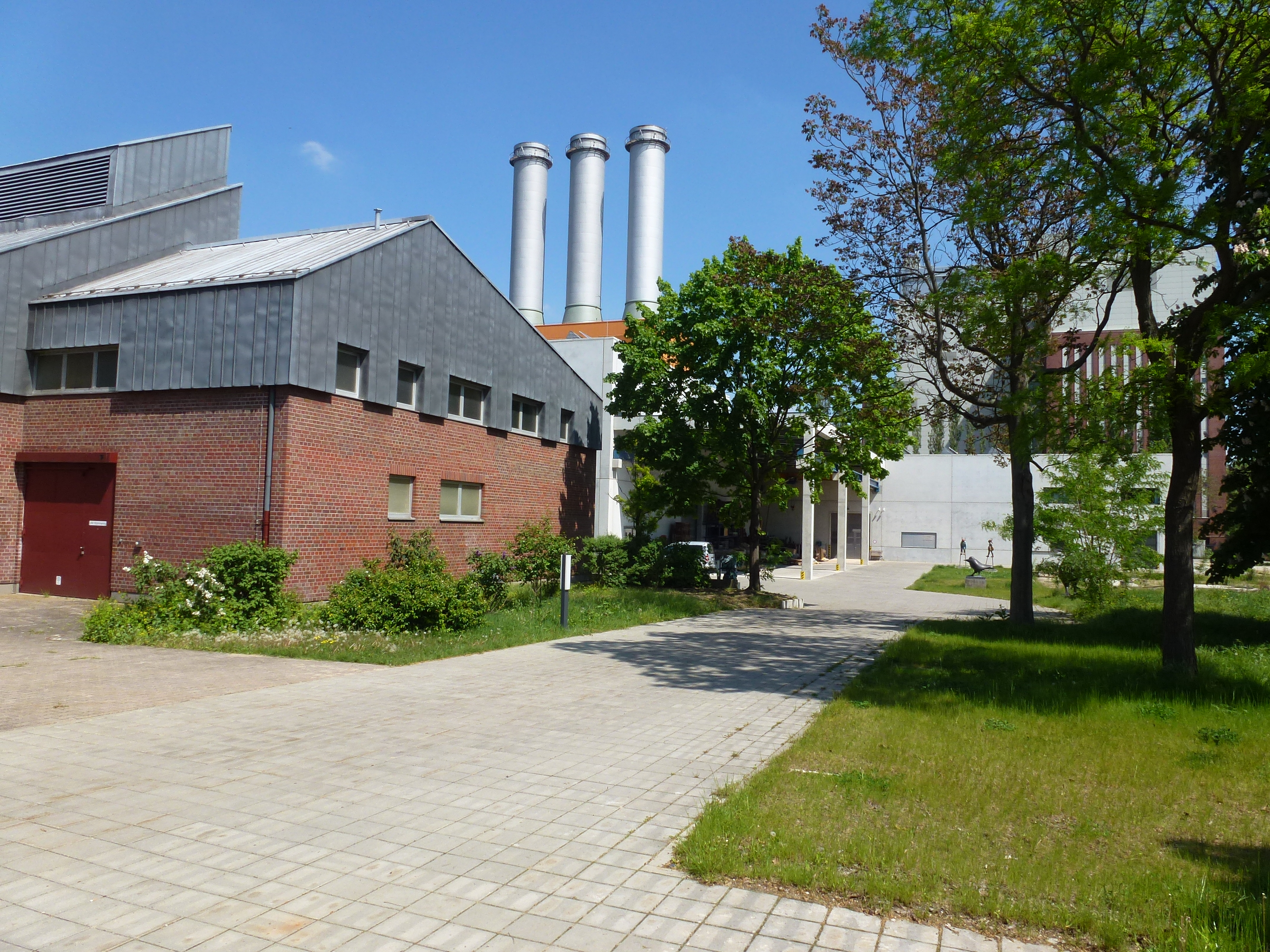
Hermann Noack Bildgießerei Am Spreebord

Hermann Noack ist der Namenspatron einer Berliner Unternehmerfamilie und ihrer 1897 gegründeten Kunstgießerei, die ihren Standort seit 2009 im Berliner Ortsteil Charlottenburg hat und dort das Skulpturenzentrum am Spreebord unterhält. Der im Jahr 1867 geborene Hermann Noack (I.) hat seinen Beruf bei Hermann Gladenbeck erlernt.

## Unternehmen

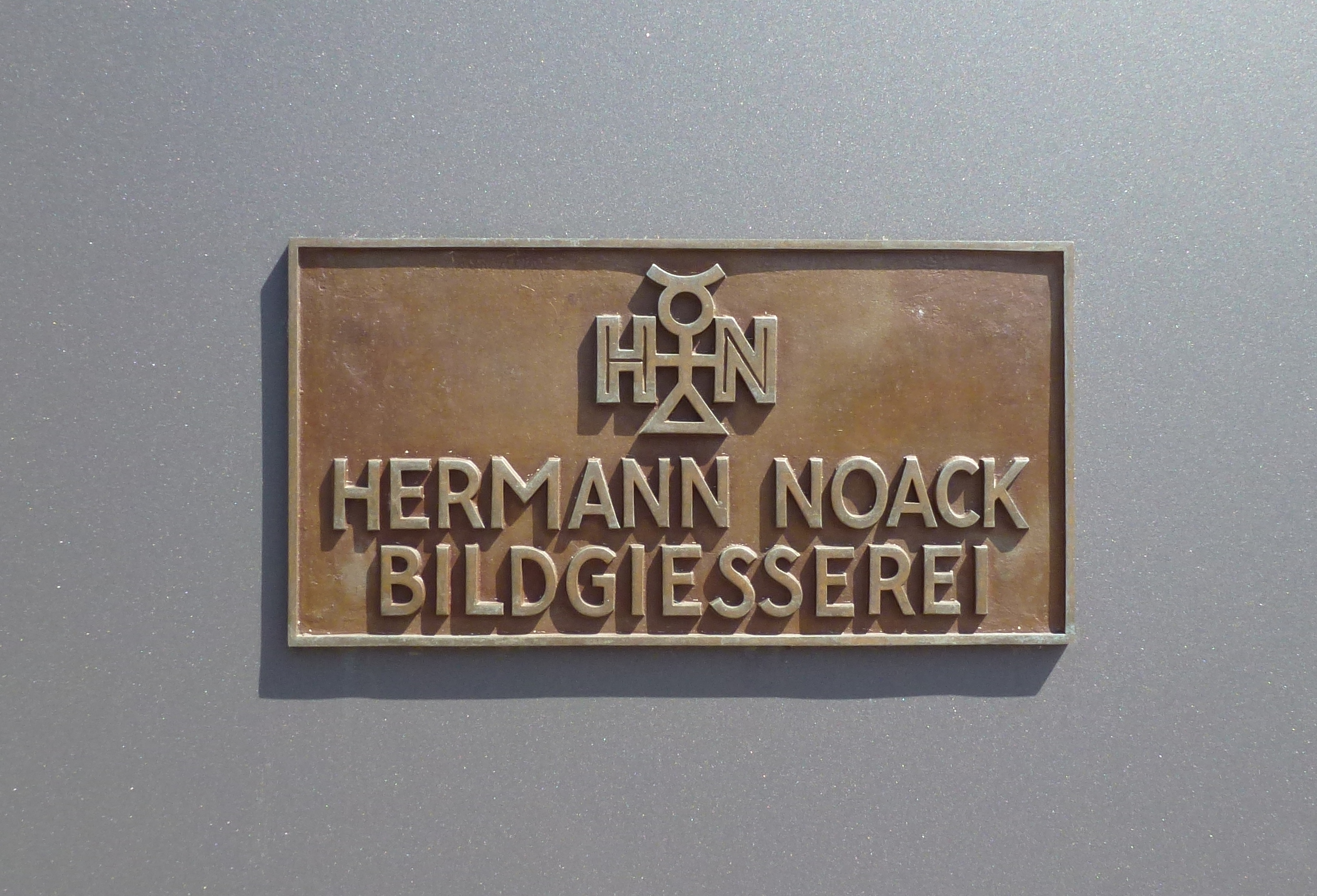
Firmenschild

### Gründung und erfolgreiche Jahre
Der Bronzegießer Hermann Noack gründete 1897 eine Kunstgießerei. Die Bildhauer August Gaul und Fritz Klimsch unterstützten den ihnen bekannten Handwerksmeister beim Schritt in die Selbstständigkeit durch laufende Auftragserteilungen. Im Jahr 1899 siedelte sich Noack an der Ringbahn in Friedenau bei Berlin in der Fehlerstraße, gegenüber vom Friedhof Friedenau an und blieb dort bis 2009. Laut dem American Jewish Committee beschäftigte das Unternehmen während des Nationalsozialismus Zwangsarbeiter.
Die meisten Werke des Unternehmens werden im Bronzeguss hergestellt, die Entwürfe der Künstler werden aber auch in anderen Materialien und Techniken umgesetzt. Manche Künstler legen auch gern einmal beim Gießen selbst Hand an.

### Von 1945 bis 2009
Nach dem Zweiten Weltkrieg wurde auf dem traditionellen Firmengelände zur Varziner Straße ein Neubau für die Gießhalle errichtet. Trotz der Teilung Berlins arbeitete die Gießerei weiterhin für namhafte Künstlerinnen und Künstler aus Deutschland oder dem Ausland. Seit 1951 werden die Berlinale-Bärentrophäen in der Gießerei Noack hergestellt. Im Laufe der Jahre erfolgte eine technologische Weiterentwicklung – zum klassischen Bronzeguss kamen eigene neue Verfahren zur Patinierung oder anderweitige Oberflächenveredelungen und Gießverfahren für Edelmetalle wie Silber oder Gold hinzu.
Nach dem Mauerfall entwickelten sich auch wieder Kontakte zu Ost-Berliner Künstlern oder alte Kontakte wurden über die im Depot gelagerten Gusswerke erneuert. Eine nochmalige Erweiterung der Kapazitäten machte sich notwendig.

### Seit 2009
Am Spreebord Ecke Sömmeringstraße in Berlin-Charlottenburg wurde 2009 eine neue, deutlich vergrößerte Gießerei gebaut. Der Komplex, zwischen dem Heizkraftwerk Charlottenburg und der Sömmeringstraße gelegen, besteht aus einem großzügigen Atelierbau, einer neuen Gießerei, Ausstellungsflächen und einem Verwaltungsgebäude und firmiert unter Skulpturenzentrum am Spreebord.

## Familie
Durch vier Generationen trug der jeweilige Chef des Hauses den Namen Hermann Noack:
- Hermann I. (1867–1941) hat noch als Werkmeister der renommierten Firma Hermann Gladenbeck Teile für das Kaiser-Wilhelm-Nationaldenkmal von Reinhold Begas gegossen.[3]
- Hermann II. (1895–1958) trat 1910 in die Firma ein. Er wurde auf dem Waldfriedhof in Berlin-Dahlem beigesetzt.
- Hermann III. (* 1931) erhielt 1989 den Verdienstorden des Landes Berlin.
- Hermann IV. (* 1966) leitet zusammen mit seinem Vater Hermann III. derzeit die Firma.

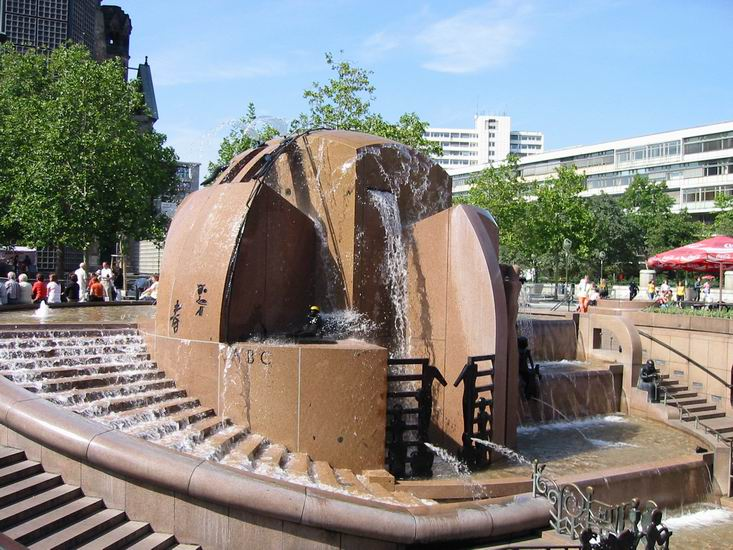
Erdkugelbrunnen, Breitscheidplatz Berlin, 1982–1984; Beton, Bronze und Granit
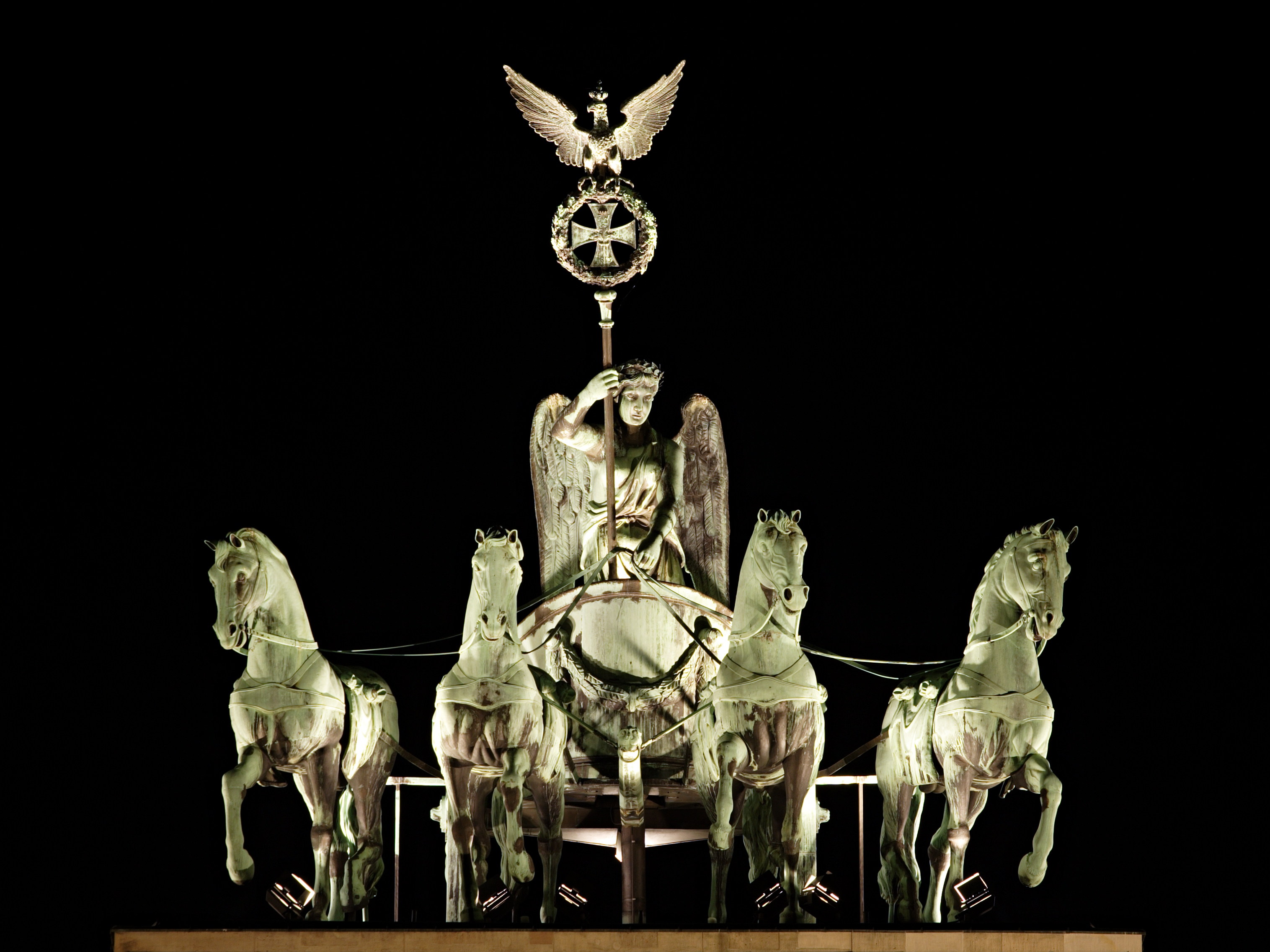
Quadriga auf dem Brandenburger Tor
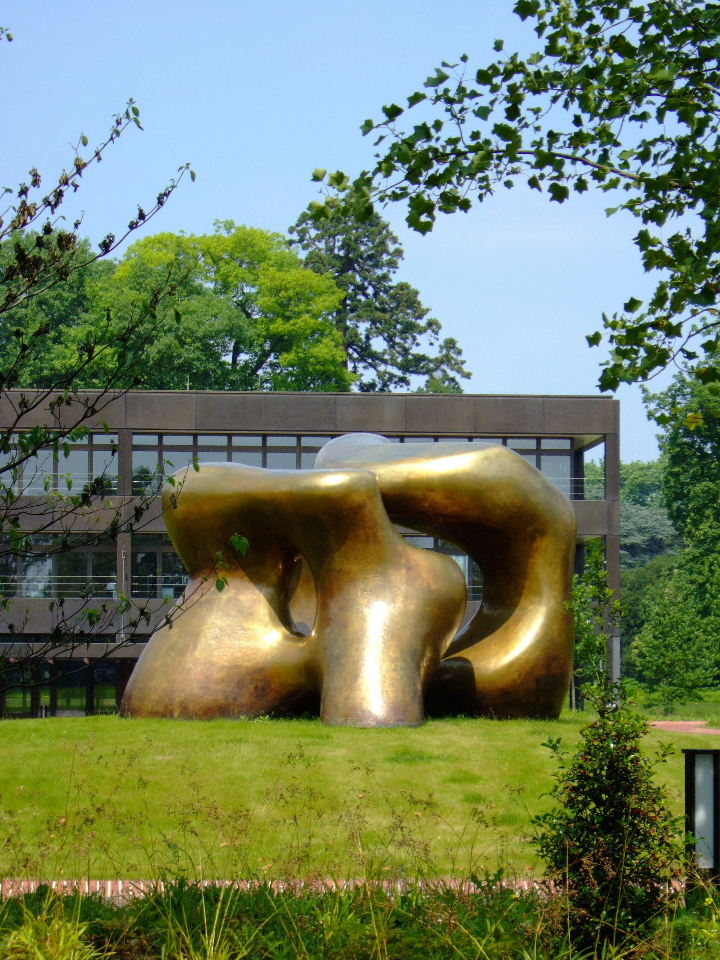
Large Two Forms, Henry Moore, Bonn
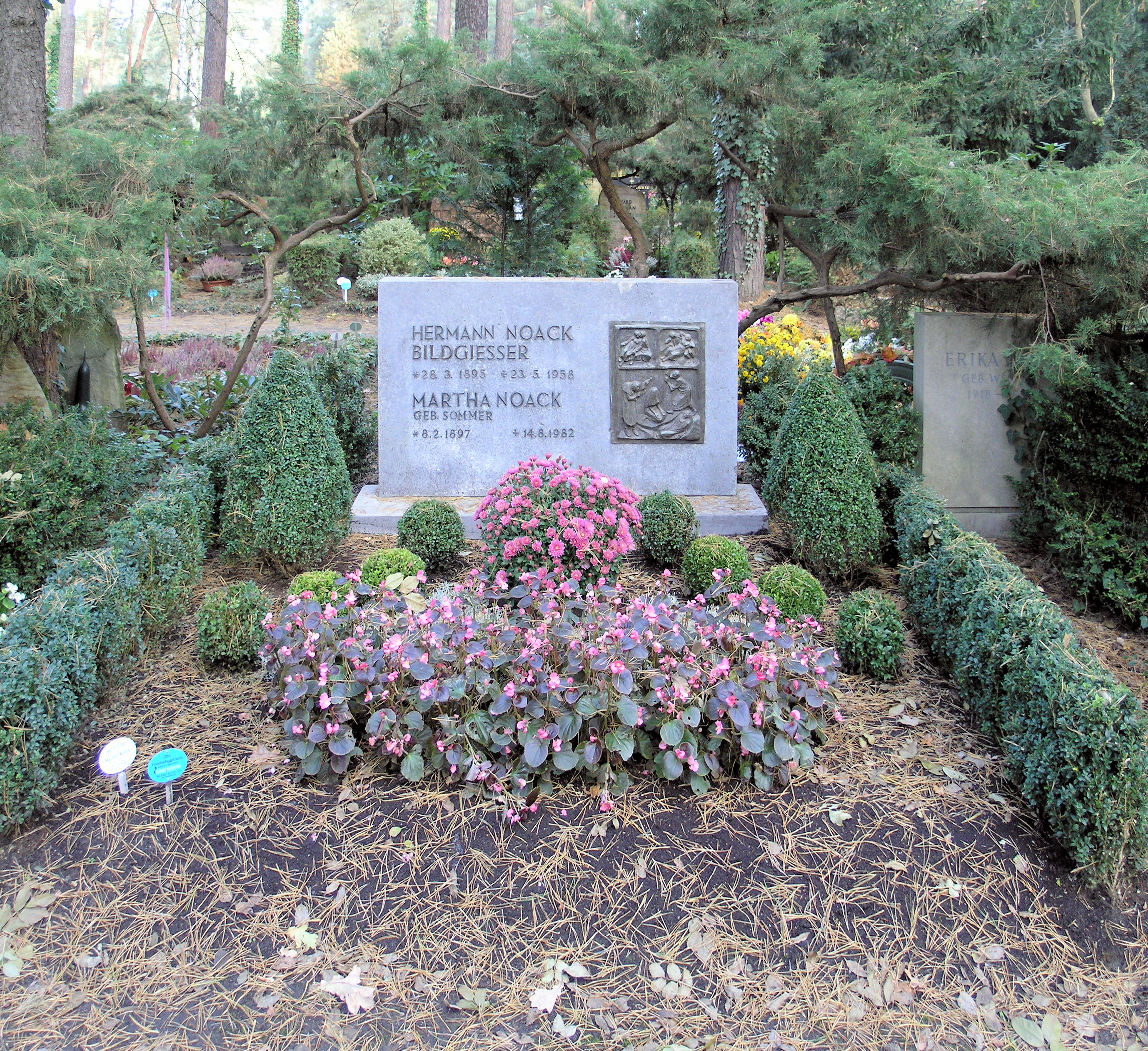
Grabstätte, Hüttenweg 47, in Berlin-Dahlem
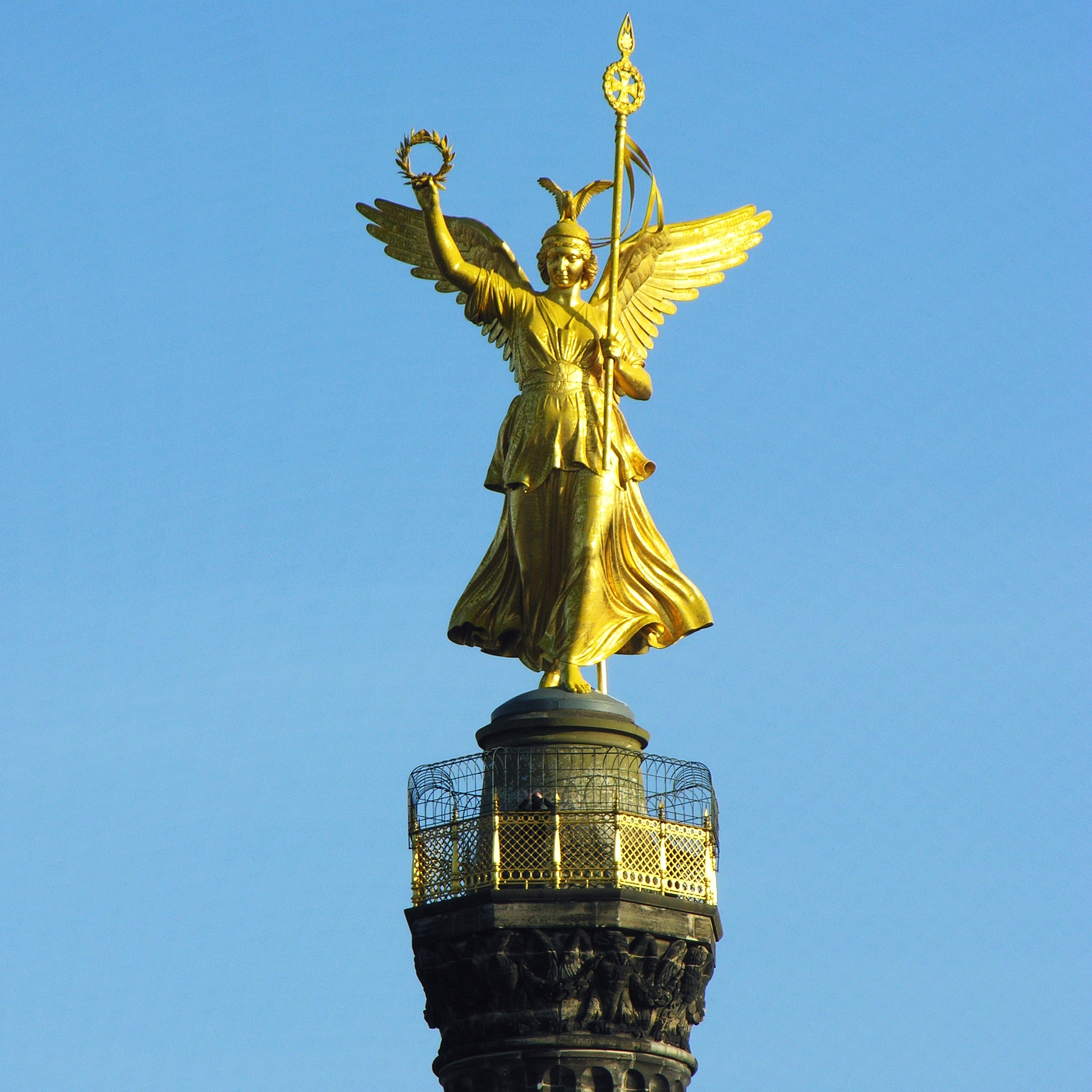
Viktoria, vergoldete Bronzestatue Höhe = 8,32 m Siegessäule Berlin

## Werke und Künstler (Auswahl)

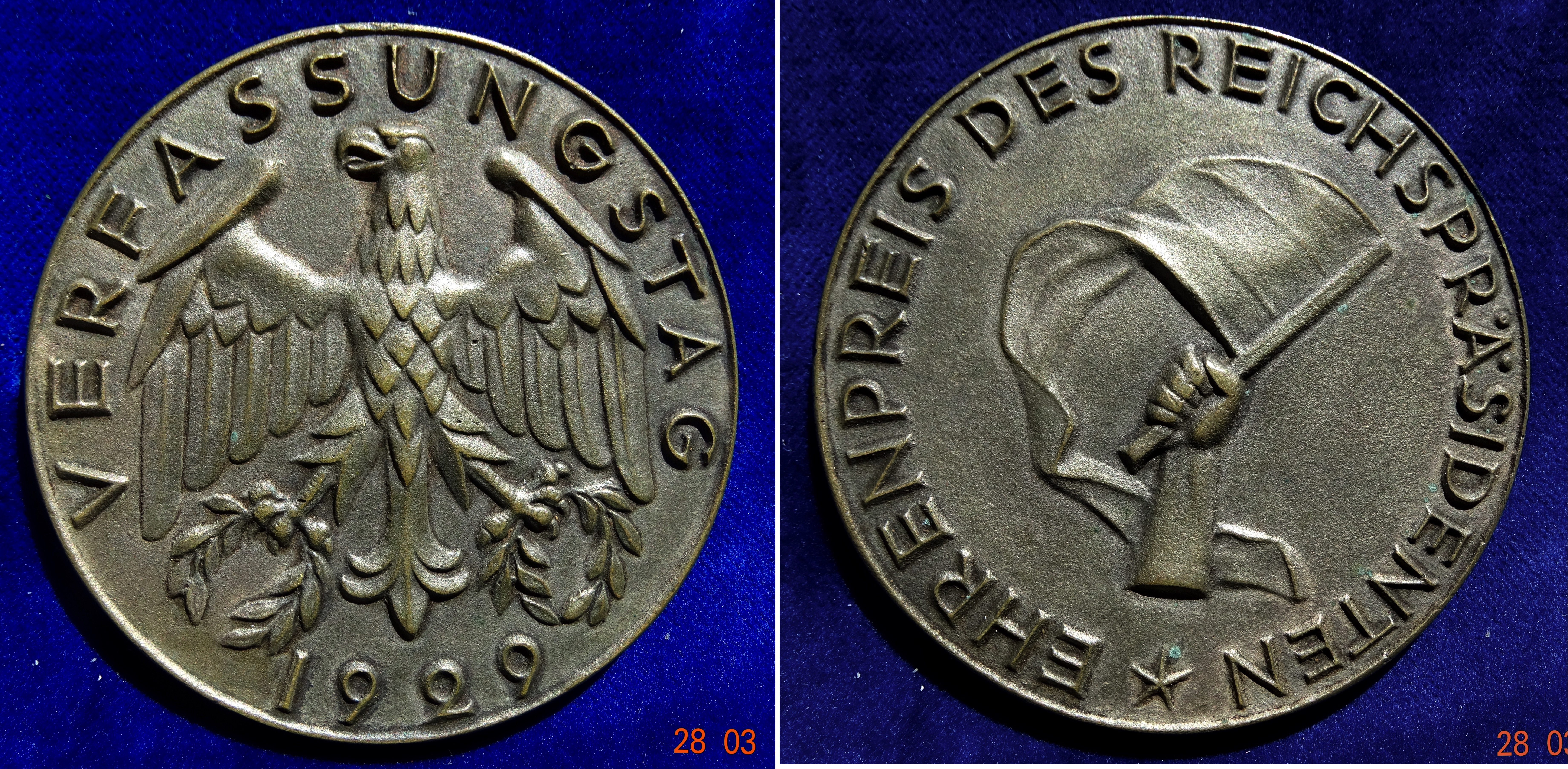
Berlin, Ehrenpreis-Medaille des Reichspräsidenten 1929 zum 10. Jahrestag der Weimarer Verfassung

- 1929: Im staatlichen Auftrag wurde zum 11. August 1929 eine Ehrenpreis-Medaille zum 10. Jahrestag der Weimarer Verfassung gegossen.

Schon durch das langjährige Bestehen sowie die Vielzahl der Bildhauer als Kunden wurde die Anzahl der Plastiken sehr groß. An prominenter Stelle sind zu sehen:
- 1957: weitgehende Neuanfertigung der Quadriga auf dem Brandenburger Tor in Kupfertreibarbeit.
- Ein Originalguss des Berliner Bären von Renée Sintenis grüßt ankommende Besucher an der A 115.
- 1979: Large Two Forms von Henry Moore in Bonn am ehemaligen Bundeskanzleramt.[4]

Namhafte Bildhauer ließen teilweise ihr gesamtes Lebenswerk an Plastiken hier fertigen. So ließ Georg Kolbe vom Beginn seiner Karriere an in Friedenau gießen und wurde zu einem der wichtigsten Kunden.
Zu einer Auswahl an weiteren Künstlern gehören: Hans Arp, Ernst Barlach, Georg Baselitz, Joseph Beuys, Johann Michael Bossard, Alexander Calandrelli, Luciano Castelli, Gisela Engelin-Hommes, August Gaul, Bernhard Heiliger, Anselm Kiefer, Fritz Koenig, Käthe Kollwitz, Ingo Kühl, Wilhelm Lehmbruck, Markus Lüpertz, Gerhard Marcks, Jonathan Meese, Kurt Mühlenhaupt, Oskar Schlemmer, Walther Schmarje, Karl Schmidt-Rottluff, Wolf Vostell, Ben Wagin und Otto Wesendonck.
Im Jahr 1954 ließ Hermann Scheuernstuhl in Berlin sein Ensemble Schauspiel und Musik gießen.

## Ehrungen
Anlässlich des 60-jährigen Bestehens der Berlinale wurde die Firma am 13. Februar 2010 im Kino International mit der Berlinale Kamera ausgezeichnet.